# Verordnung (EU) Nr. 1143/2014
Die Europäische Union hat die Verordnung (EU) Nr. 1143/2014 erlassen, um die nachteiligen Auswirkungen invasiver gebietsfremder Arten auf die Biodiversität und die damit verbundenen Ökosysteme sowie auf die menschliche Gesundheit und die Wirtschaft zu verhindern, zu minimieren und abzuschwächen.

## Entstehung
Die Verordnung soll die Verpflichtungen der Europäischen Union aus der Biodiversitätskonvention umsetzen und damit dem Erreichen der sogenannten Aichi-Ziele ihrer Vertragsstaaten bis zum Jahr 2020 dienen.
Die Verordnung geht auf einen Entwurf der Europäischen Kommission vom 9. September 2013 zurück. Nach Änderungsvorschlägen durch den Umweltausschuss des Europäischen Parlaments wurde die Verordnung am 22. Oktober 2014 durch das Europäische Parlament und den Europäischen Rat verabschiedet. Sie ist am 1. Januar 2015 in Kraft getreten.

## Regelungsgehalt
Im Zentrum stehen Maßnahmen
- der Vorbeugung zur Verhinderung des Einbringens und Ausbreitens von Arten, die die Artenvielfahrt gefährden, (Kapitel II: Prävention) und
- der Bekämpfung, um bereits verbreitete derartige Arten möglichst frühzeitig zu erkennen und dann zu beseitigen oder zumindest zu überwachen und zu regulieren (Kapitel III: Früherkennung und sofortige Beseitigung, Kap. IV: Management).

Erste Aufgabe war und wichtiges Instrument der Verordnung ist die nach ihren Kriterien von der Kommission zu erstellende und mindestens aller sechs Jahre zu aktualisierende Liste invasiver gebietsfremder Arten von unionsweiter Bedeutung, denen die verordneten präventiven und repressiven Anstrengungen gelten. Für darin gelistete Arten gelten nach Artikel 7 der Verordnung direkt wirksame Verbote: Sie dürfen in das Gebiet der EU weder eingeführt noch darin gehalten, befördert, gezüchtet oder zur Fortpflanzung gebracht, in Verkehr gebracht oder freigesetzt werden. Hiervon können nach Artikel 8 Ausnahmegenehmigungen durch die zuständigen Behörden der Mitgliedsstaaten erteilt werden. Für nichtgewerbliche Besitzer und kommerzielle Bestände gelten Übergangsbestimmungen.
Artikel 13 verpflichtet die Mitgliedstaaten der Europäischen Union, innerhalb von 18 Monaten nach Aufnahme einer Art in die Unionsliste eine umfassende Untersuchung der Pfade ihrer Einbringung und Ausbreitung in ihrem Hoheitsgebiet und Meeresgewässern durchzuführen. Dabei sind die Pfade zu ermitteln, die aufgrund des Artenvolumens oder aufgrund des potenziellen Schadens, den die über diese Pfade in die Union gelangenden Arten verursachen, vorrangig Maßnahmen erfordern. Innerhalb von drei Jahren nach der Veröffentlichung der Liste müssen jeder Mitgliedsstaat auf der Grundlage der ermittelten Pfade einen Aktionsplan mit konkreten Maßnahmen erstellen und durchführen.

## Nationale Umsetzung
In Deutschland erfolgte die rechtliche Umsetzung am 16. September 2017 maßgeblich in den §§ 40 bis 40f sowie den §§ 48a und 51a des Bundesnaturschutzgesetzes. Verstöße gegen Verbote des Artikels 7 der Verordnung sind seither eine Ordnungswidrigkeit. Die Pfadanalyse nach Artikel 13 ist im BfN-Skript 490 dokumentiert.

## Rechtsquellen
- Verordnung (EU) Nr. 1143/2014